# Lycenchelys pearcyi
Lycenchelys pearcyi és una espècie de peix de la família dels zoàrcids i de l'ordre dels perciformes.

## Morfologia
- Els mascles poden assolir 38,5 cm de longitud total.[4]

## Hàbitat
És un peix marí i d'aigües profundes que viu entre 2.663-3.051 m de fondària.

## Distribució geogràfica
Es troba al Pacífic oriental: des d'Oregon (Estats Units) fins a l'extrem sud de la Baixa Califòrnia.

## Observacions
És inofensiu per als humans.